# ورونیکا استالمایر
ورونیکا استالمایر (انگلیسی: Veronika Stallmaier؛ زادهٔ ۳۰ ژوئیهٔ ۱۹۶۴) اسکی‌باز آلپاین اهل اتریش است.

### زندگی‌نامه
ورونیکا استالمایر در ۳۰ ژوئیهٔ ۱۹۶۴ در زانکت کولومان، اتریش متولد شد. او از دوران کودکی به اسکی علاقه‌مند بود و در پیست‌های محلی به تمرین پرداخت. استالمایر با پشتکار و تمرین‌های مستمر، به تیم ملی اسکی آلپاین اتریش پیوست و در مسابقات بین‌المللی شرکت کرد.

### دستاوردهای ورزشی
استالمایر در دوران حرفه‌ای خود در چندین دوره از بازی‌های المپیک زمستانی شرکت کرده است:
- المپیک زمستانی ۱۹۸۴: شرکت در رشته‌های مختلف اسکی آلپاین.
- المپیک زمستانی ۱۹۹۲: کسب مدال برنز در یکی از رشته‌های اسکی آلپاین.
- المپیک زمستانی ۱۹۹۴: حضور در مسابقات و رقابت با برترین اسکی‌بازان جهان.

علاوه بر المپیک، او در مسابقات جهانی و جام جهانی اسکی نیز شرکت کرده و نتایج قابل‌توجهی به‌دست آورده است.

### افتخارات
- مدال برنز المپیک: کسب مدال برنز در المپیک زمستانی ۱۹۹۲.
- قهرمانی‌های ملی: چندین عنوان قهرمانی در مسابقات ملی اسکی اتریش.

### زندگی پس از بازنشستگی
پس از بازنشستگی از دنیای حرفه‌ای اسکی، ورونیکا استالمایر به آموزش اسکی و ترویج این ورزش در میان جوانان پرداخت. او در زادگاه خود، زانکت کولومان، به تأسیس مدرسه اسکی مشغول است و تجربیات خود را به نسل‌های جدید منتقل می‌کند.